# Meriola arcifera
Espèce
Synonymes
- Trachelas arcifer Simon, 1886
- Trachelas lineolata Mello-Leitão, 1938
- Ceto costulata Mello-Leitão, 1940
- Trachelas carvalhoi Mello-Leitão, 1943

Meriola arcifera est une espèce d'araignées aranéomorphes de la famille des Trachelidae.

## Distribution
Cette espèce se rencontre au Chili, en Argentine, en Bolivie, en Uruguay et au Brésil.
Elle a été introduite aux États-Unis en Californie et à Hawaï et au Chili à l'île Robinson Crusoe et à l'île de Pâques.

## Description
Le mâle décrit par Platnick et Ewing en 1995 mesure 4,61 mm et la femelle 4,68 mm.

## Systématique et taxinomie
Cette espèce a été décrite sous le protonyme Trachelas arcifer par Keyserling en 1891. Elle est placée dans le genre Meriola par Platnick et Ewing en 1995 qui dans le même temps placent Trachelas lineolata, Ceto costulata et Trachelas carvalhoi en synonymie.

## Publication originale
- Keyserling, 1891 : Die Spinnen Amerikas. Brasilianische Spinnen. Nürnberg, vol. 3, p. 1-278 (texte intégral).